# Операція «Нойланд»
Операція «Нойланд» (нім. Operation Neuland) — кодова назва кампанії німецьких підводних човнів з проведення необмеженої підводної війни в басейні Карибського моря під час Другої світової війни. Підводні човни продемонстрували достатній радіус дії, щоб завдати серйозних збитків постачанню нафти Великою Британією та постачанню алюмінію США, що не очікувалося союзним довоєнним плануванням. Хоча цей район залишався вразливим для німецьких й італійських підводних човнів протягом кількох місяців, «вовчі зграї» країн Осі ніколи більше не досягали успіху, досягнутого завдяки несподіванці цієї операції в ході битви за Атлантику.

## Історія
16 лютого 1942 року ударна група німецьких підводних човнів під командуванням капітан-лейтенанта Вернера Гартенштейна на борту U-156 з U-502, U-67, U-129 і U-161 за планом операції «Нойланд» здійснила раптовий напад на карибські нафтопереробні заводи і судна. U-502 потопив танкери Monagas, Tia Juana і San Nicholas між озером Маракайбо і Арубою. U-67 капітан-лейтенанта Генріха Бляйхродта увійшов у гавань Віллемстад на Кюрасао і торпедував три нафтові танкери, що стояли на рейді. Чотири торпеди з носових труб не розірвалися, але торпеди з кормових труб потопили Rafaela. U-156 увійшов у гавань Сінт-Ніколас на Арубі і торпедував нафтові танкери Pedernales, Oranjestad і Arkansas. Потім U-156 спробував обстріляти нафтопереробний завод в Арубі з 10,5-сантиметрової морської гармати SK C/32; але ствол гармати лопнув, коли вибухнув перший снаряд, тому що екіпаж гармати не зміг видалити заглушку. Німці лише злегка пошкодили великий резервуар для зберігання нафти. Венесуельський канонерський човен «General Urdaneta» допомагав рятувати екіпажі кількох суден, що були торпедовані, а легкі бомбардувальники А-20 «Гавок» здійснили спробу атакувати усі три підводні човни, але марно.
18 лютого U-161 увійшов у тринідадську затоку Парія, де у бухті Порт-оф-Спейн торпедував американське суховантажне судно Mokihana і нафтовий танкер British Consul.
З цього дня німецькі субмарини влаштували справжню бійню для беззахисних транспортних суден. 21 лютого U-67 торпедував нафтові танкери J.N.Pew і Penelope; U-502 торпедував нафтові танкери Kongsgaard, Thallia і Sun; U-156 потопив Delplata і нафтовий танкер La Carriere; U-161 торпедував Lihue і нафтові танкери Circle Shell і Esso Bolivar, південно-африканську китобійну базу Uniwaleco; і U-129 торпедував George L. Torian, West Zeda, Lennox, Bayou, Mary, Steel Age і нафтовий танкер Nordvangen.

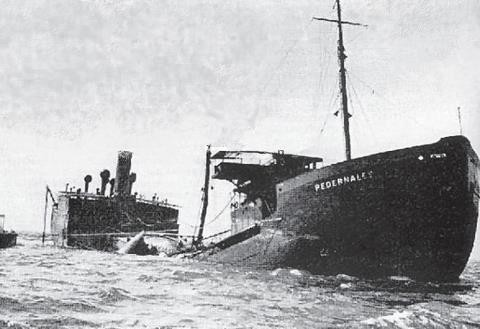
Нафтовий танкер Pedernales у порту гавань Сінт-Ніколас на Арубі після атаки U-156. 16 лютого 1942

Екіпаж U-156 за допомогою ножівки відрізав пошкоджену частину ствола гармати; і, коли у U-156 закінчилися торпеди, команда використовувала свою відпиляну палубну гармату, щоб 27 лютого потопити вогнем британський танкер Macgregor, а наступного дня американський танкер Oregon.
10 березня U-161 увійшов у гавань Кастрі на Сент-Люсії, щоб атакувати колишній океанський лайнер HMCS Lady Nelson і суховантаж Umtata, обидва судна отримали серйозні пошкодження. Після виходу з Сент-Люсії U-161 торпедував 200 миль західніше Гваделупи канадське суховантажне судно Sarniadoc і потопив судно обслуговування маяків берегової охорони США USCGC Acacia гарматним вогнем.
16 березня до операції «Нойланд» приєдналися п'ять італійських підводних човнів, які діяли переважно на атлантичних підходах до Малих Антильських островів. «Морозіні» потопив Stangarth, Oscilla і Peder Bogen. ПЧ «Енріко Таццолі» знищив Cygnet і нафтовий танкер Athelqueen. «Джезеппе Фінчі» торпедував Skane, Melpomere і Charles Racine. «Леонардо да Вінчі» — латиське вантажне судно Everasma і нейтральне бразильське Cabadelo. «Луїджі Тореллі» потопив Scottish Star і Esso Copenhagen.
Операції «Нойланд» і «Паукеншлаг» розпочалися однаковою кількістю підводних човнів; але ефективність «Нойланд» була підвищена завдяки координації з італійськими підводними човнами. Рівень успіху італійських субмарин у боротьбі з концентрацією незахищених кораблів, що плавали самостійно, рідко повторювався і ознаменував високий рівень ефективної співпраці Осі в битві за Атлантику.